# Emanuele Dalla Fontana
Emanuele Dalla Fontana (Vicenza, 17 febbraio 1929 – Vicenza, 13 dicembre 2015) è stato un calciatore italiano, di ruolo portiere.
dopo 11 partite, rimase contuso a Roma contro la Lazio.
Dopo un mese di permanenza
all’ospedale ,fu inviato a Sanremo in convalescenza. Completamente ristabilita la ferita
al ginocchio, fu ceduto lo scorso anno in prestito alla , a metà campionato, e
giocò contro i grigi al Moccagatta la partita persa dai liguri per 1-0 su rigore realizzato da Tagnin. 

## Carriera
Emanuele "Nello" Dalla Fontana nasce nel 1929 ed inizia a giocare nel 1941 con le giovanili del Vicenza, con cui debutta a 17 anni in serie A. Dopo una pausa, a causa della guerra, nel 1945 gioca con il Montecchio Maggiore  (VI) dove rimane per tutto il campionato 1945-1946 dimostrando il suo talento.
Nel finire del 1946 il Vicenza, con cui Nello aveva firmato prima della guerra il «cartellino» lo richiede indietro nel Vicenza dove rimase a giocare fino al 1951.
Nello viene inserito nella rosa della prima squadra nel campionato 1946/1947.
L’esordio nel campionato di Serie A avviene nel mese di marzo del 1947 Modena-Vicenza 2-0. Considerato il miglior portiere della Serie Cadetta 1949/50, venne richiesto da diverse prestigiose squadre di serie A. 
Decide di scegliere il Torino, dove il Comm. Novo voleva ricostruire una squadra competitiva dopo la tragedia di Superga. 
La consistente cifra a cui viene venduto assieme alla contemporanea vendita del suo fraterno amico, Albano Vicariotto al Milan, permise al Vicenza di sanare le esangui casse e di riportare il bilancio in pareggio.
Nel TORINO disputò il campionato 1951/1952 venne riconfermato per il campionato 1952/1953 purtroppo si infortunò gravemente durante la partita Lazio-Torino a Roma.
A Gennaio del 1953 venne dato in prestito alla Sanremese dove gioca fino alla fine del campionato. 
Ristabilito dall’infortunio venne ceduto dal Torino all'Alessandria nel campionato di Serie B 1953/1954.
Venne riconfermato portiere titolare nel campionato 1954/1955 ma in fase di ritiro precampionato decise, all'età di 26 anni, di abbandonare l’attività calcistica per iniziare (come richiesto dal padre) a lavorare nell’azienda di famiglia, la BOSCATO & DALLA FONTANA, poi divenuta BDF INDUSTRIES.
Rimane molto vicino al Vicenza Calcio continuando a presenziare agli incontri casalinghi, Continuando la sua attività nel Circolo ex Dirigenti e calciatori biancorossi, fondata all’inizi degli anni 60, con lo spirito di mantenere le amicizie e di aiutare gli amici calciatori meno fortunati. Ricoprirà la carica di Presidente del circolo, dalla fondazione per tutta la sua vita.
A due anni dalla scomparsa di Nello la Sezione di Vicenza dell’Unione Nazionale Veterani dello Sport ha deliberato la titolazione a Nello Dalla Fontana indimenticato portiere biancorosso e anima di quel Club “Ex Biancorossi” che tanto prestigio ebbe in città, prima della scomparsa dello stesso Dalla Fontana, per dare più attualità alla memoria di quello che fu un grande sportivo della città.
A cinquant’anni dalla sua fondazione la Sezione di Vicenza dell’Unione Nazionale Veterani dello Sport ha deliberato la titolazione a Nello Dalla Fontana indimenticato portiere biancorosso e anima di quel Club “Ex Biancorossi” che tanto prestigio ebbe in città, prima della scomparsa dello stesso Dalla Fontana.